# Edmund von Kesselstatt

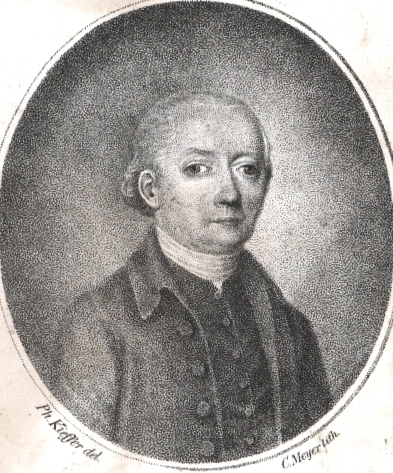
Edmund von Kesselstatt

Graf Edmund Jodocus Willibald Josef Maria von Kesselstatt (* 26. Juli 1765 in Trier; † 29. April 1840 ebenda) war ein deutscher römisch-katholischer Geistlicher.

## Leben

### Familie
Edmund von Kesselstatt wurde als Sohn des Grafen Hugo Kasimir Edmund von Kesselstatt (* 15. September 1727 in Föhren; † 3. März 1796 in Würzburg), Landhofmeister, und dessen Ehefrau Katharina Elisabeth (* 7. Mai 1734 in Eichstätt; 17. Dezember 1814 in Mainz), geborene Knebel von Katzenelnbogen geboren. Er wurde als 11. Kind von 14 Kindern geboren, seine Geschwister waren:
- Franz von Kesselstatt (* 18. September 1753; † 18. November 1841);
- Johann Philipp von Kesselstatt (* 18. September 1754; † 20. Juni 1828 in Mainz);
- Friedrich von Kesselstatt (* 17. August 1755 in Trier; † 31. Januar 1780 in Mainz);
- Karl von Kesselstatt (* 13. August 1756 in Trier; † 23. Juni 1829 in Wien);
- Christoph von Kesselstatt (* 30. August 1757; † 12. September 1814);
- Isabella Sophia von Kesselstatt (* 6. Oktober 1758; † 30. Oktober 1789 in Mainz);
- Josef Emmerich von Kesselstatt (* 26. Oktober 1759; † 3. Dezember 1762);
- Clara Philippine von Kesselstatt (* 3. November 1760 in Trier; † 30. September 1819 in Augsburg); verheiratet mit Johann Josef Heinrich von Thünnefeld (* unbekannt; † 9. Dezember 1810), Trierscher Kammerherr;
- Johann Hugo von Kesselstatt (* 24. Dezember 1761; † 22. November 1762 in Trier);
- Maria Anna von Kesselstatt (* 25. Juli 1763; † 13. Juni 1825);
- Sophia von Kesselstatt (1767–1767);
- Clemens Wenzeslaus von Kesselstatt (* 12. Mai 1768; † 1822);
- Kunigunde von Kesselstatt (* 23. Juni 1773; † 6. November 1793 in Koblenz).

### Werdegang
Durch den freiwilligen Amtsverzicht seines Bruders Franz von Kesselstatt erhielt Edmund von Kesselstatt im Alter von neun Jahren 1774 die Pfründe des Doms in Würzburg, und als er 14 Jahre alt wurde, verzichtete sein Bruder Franz Hyazinth Christoph Philipp Anton von Kesselstatt freiwillig auf das Amt in Eichstätt, so dass er ab 1779 auch die dortigen Pfründe erhielt.
1776 wurde er in den Reichsgrafenstand erhoben. 1784 begann er sein Theologie-Studium an der Universität Mainz. Im Alter von 23 Jahren wurde er 1788 von dem Weihbischof Johann Valentin Heimes in Mainz zum Subdiakon geweiht. 1790 wurde er Hofrat und 1794 Kapitular in Eichstätt sowie 1796 in Würzburg und 1801 Domizellar in Passau.
Nachdem im Frieden von Lunéville vom 9. Februar 1801, der den Zweiten Koalitionskrieg gegen Frankreich beendete, festgelegt worden war, dass das Fürsterzbistum Salzburg als Entschädigung dem Großherzog Ferdinand III. von Toskana zufallen werde, dankte der Fürsterzbischof Hieronymus von Colloredo ab und Edmund von Kesselstatt wurde durch Graf Josef Albin Graf von Daun (1771–1851) zur Dompräbende in Passau, das damals zum Fürsterzbistum Salzburg gehörte, nominiert.
Nach der Befreiung Triers durch preußische Truppen 1814 stellte er sich führenden preußischen Persönlichkeiten, wie Staatskanzler Fürst Karl August von Hardenberg, General Graf August Neidhardt von Gneisenau und Staatsrat Justus von Gruner zur Verfügung. Er unterrichtete Karl August von Hardenberg in etlichen Denkschriften über die Sorgen und Wünsche der Moselländer, über die Grenzregulierung an der Saar, das Polizeiwesen, die Wehrbarmachung des Landes, die landständische Verfassung, die Lage der Moselwinzer und den Absatz des Moselweins, die Einführung der Normalschulen und Wiedererrichtung der Trierer Universität und er machte Vorschläge zur personellen Besetzung bei Einrichtung der Bezirksregierung in Trier.
Nach der Bildung der Rheinprovinz am 22. Juni 1822 wurde ihm das Bischofsamt in Trier angetragen, er lehnte dieses Amt jedoch ab, weil er die staatliche Aufsicht über seine zukünftige Tätigkeit als Einengung seiner oberhirtlichen Funktionen und Einmischung ansah. Im gleichen Jahr vermachte er dem Domkapitel in Trier die Kesselstattsche Bibliothek, die aus 110 mittelalterlichen und frühneuzeitlichen Handschriften, 114 Inkunabeln und 163 Werken aus dem 16. bis 19. Jahrhundert bestand.
Nach einer Aufstellung von Franz Xaver Streitberger in Franz von Kesselstatt, 1753–1841: Mainzer Domherr, Diplomat und Dilettant in bewegter Zeit besaß das reichsgräfliche Haus von Kesselstatt im Jahre 1802 Besitzungen in folgenden 35 Orten: Arenrath, Auw, Badem, Bausendorf, Bekond, Beilingen, Bruch, Dierscheid, Dodenburg, Daufenbach, Erlenbach, Esslingen, Föhren, Gelsdorf, Gladbach, Greverath,  Heckenmünster, Heidweiler, Hosten, Lösnich, Meckel, Metternich, Naurath, Niersbach, Orenhofen, Niederolkenbach, Preist, Rivenich, Rodt, Scharfbillig, Speicher, Stolberg, Thörnich, Winterbach, Zemmer. Darüber hinaus sind Weingüter beziehungsweise Weinrenten des reichsgräflichen Hauses von Kesselstatt in folgenden Orten nachzuweisen: Bekond, Graach, Kinheim, Klüsserath, Kröv, Lieser, Longen, Lösnich, Mehring, Niederemmel, Reil, Schweich, Thörnich, Ürzig und Zeltingen an der Mosel sowie Linz und Wallen am Rhein. Dank der Erhaltung des 1794 bis nach Prag geflüchteten Familienarchivs und der Neuordnung desselben durch Edmund von Kesselstatt zwischen 1801 und 1803 konnten die Besitzansprüche gewahrt bleiben und der Besitz zurückgewonnen werden.
Seit 1807 konnte er das Familienvermögen durch verschiedene Erwerbungen beträchtlich vermehren, und nachdem es sich durch weitere Erwerbungen und Vererbungen in seiner Person vereinigt hatte, wurde am 4. April 1834 und am 20. Juli 1835 durch königliche Sanktion mittels Urkunden ein Familienfideikommiss und Majorat konstituiert. Der jeweils älteste Sohn sollte das gesamte Vermögen erben; sollte es keine eigenen Erben geben, würde sein Großneffe Franz Michel Karl von Kesselstadt (1834–1848), Sohn des österreichischen Obersten und Kammerherrn Franz von Kesselstatt (1787–1834), es als erster Majoratsherr testamentarisch erhalten. Der Immobilienbestand belief sich 1846 auf ca. 5.400 ha Land mit einem Katasterertrag von 18.541 Talern und Einkünften aus Weinrenten von 1.209 Talern im Jahresdurchschnitt.
1826 war die Anerkennung des Grafenstandes durch ein königlich preußisches Ministerial-Reskript für die Grafen Edmund und Klemens von Kesselstatt erfolgt.
Er wurde in der Familiengruft im Schloss Föhren beigesetzt.

## Freimaurer
Edmund von Kesselstatt war Angehöriger des Illuminatenordens. Sein Ordensname war „Guicciardini“.

## Auszeichnungen
Edmund von Kesselstatt erhielt den Roten Adlerorden zweiter Klasse.